# Маменькины сынки
«Маменькины сынки» (итал. I Vitelloni) — третий фильм Федерико Феллини и третья совместная работа со сценаристом Эннио Флайяно, снятая в 1953 году. Фильм отчасти является автобиографическим и основывается на переживаниях Феллини в молодые годы во время пребывания на родине в Римини. Действие фильма происходит в маленьком городе на берегу Адриатического моря.

## Сюжет
В фильме показана история пяти молодых людей, родившихся в небольшом приморском городке. Их детство и юность проходят там же. Повзрослев, они называют себя «маменькины сынки», поскольку, несмотря на огромное желание уехать, они не могут покинуть родной город, так как здесь живут все их родные.

## В ролях
- Главные роли
  - Франко Интерленги — Моральдо Рубини
  - Альберто Сорди — Альберто
  - Франко Фабрици — Фаусто Моретти
  - Леопольдо Триесте — Леопольдо Вануччи
  - Риккардо Феллини — Риккардо
  - Леонора Руффо — Сандра Рубини
- Жан Брошар — Франческо Моретти
- Клод Фарелл — Ольга
- Карло Романо — Микеле Курти
- Энрико Виаризио — синьор Рубини
- Паола Борбони — синьора Рубини
- Лида Баарова — Джулия Курти
- Арлетт Соваж — звезда кино

## Награды и номинации

### Награды
- 1953 — Венецианский кинофестиваль
  - «Серебряный лев» — Федерико Феллини

### Номинации
- 1958 — Премия «Оскар»
  - Лучший оригинальный сценарий — Федерико Феллини, Эннио Флайяно, Туллио Пинелли
- 1953 — Венецианский кинофестиваль
  - «Золотой лев» — Федерико Феллини